# La Madone des sleepings (film, 1955)
Pour les articles homonymes, voir La Madone des sleepings (homonymie).
Pour plus de détails, voir Fiche technique et Distribution.
La Madone des sleepings est un film français réalisé par Henri Diamant-Berger, sorti en 1955, adaptation du roman éponyme de Maurice Dekobra.

## Synopsis
La principale occupation de la belle et riche Diana Wynham est de parcourir l'Europe dans des trains de luxe. Elle est aussi propriétaire d'une mine d'uranium qui intéresse bien des gens. Mais elle est protégée par le prince Séliman, son secrétaire. Dans le roman de Dekobra les bolchéviques veulent récupérer des autorisations d'exploitation de ses champs de pétrole géorgiens, mais dans le film il ne s'agit pas de bolchéviques, et c'est une mine d'uranium dans l'Amérique latine.

## Fiche technique
- Titre original : La Madone des sleepings
- Réalisation : Henri Diamant-Berger
- Scénario : Henri Diamant-Berger d'après le roman éponyme de Maurice Dekobra
- Photographie : Léonce-Henri Burel
- Cadreur : Henri Raichi
- Décors : Eugène Piérac[2]
- Son : Marcel Royné
- Montage : Hélène Basté
- Musique : Louiguy
- Production : Henri Diamant-Berger
- Société de production : Le Film d'Art
- Pays d'origine :  France
- Format : Noir et blanc - 35 mm - 1,37:1
- Genre : comédie dramatique
- Durée : 98 minutes
- Dates de sortie : 
  - Belgique, 20 mai 1955
  - France, 21 juin 1955
- Affiches : Constantin Belinsky, Jacques Bonneaud (France)

## Distribution
- Gisèle Pascal : Lady Diana Wyndham
- Erich von Stroheim : Dr. Siegfried Traurig
- Jean Gaven : Don Armando Félix
- Philippe Mareuil : Gérard Dextrier
- Denise Vernac : Anna
- Fernand Rauzéna : Le Queledec
- Jacques Jouanneau : Henri, le chauffeur
- Jacques Ciron : le barman
- Robert Burnier : Commodore Felton
- Katherine Kath : Irena
- Lucien Callamand : l'actionnaire
- Paul Demange : le voyageur
- René Worms : Arthur
- Jacqueline Dane : Clara
- Joe Davray : l'ingénieur
- Jackie Blanchot
- Berthe Cardona
- Raymond Ménage
- Betty Phillippsen